# Can Llor (Sant Cebrià de Vallalta)
Can Llor és una obra de Sant Cebrià de Vallalta (Maresme) inclosa a l'Inventari del Patrimoni Arquitectònic de Catalunya.

## Descripció
Masia del grup II està situada a alguns kilòmetres del nucli urbà. Les incorporacions per la banda dreta de la casa han trencat l'estructura originària de la casa, molt semblant a Ca la Rossa, al mateix terme municipal. Entre les obertures cal destacar les motllures i ampits d'estil clàssic, probablement del segle xviii i de principis del XIX. Pel que fa al portal, no en queda cap rastre de l'anterior; actualment una gran porta de fusta ocupa el seu lloc per a facilitar l'accés dels grans vehicles per a l'explotació agrícola.